# Náměšť nad Oslavou
Náměšť nad Oslavou é uma cidade checa localizada na região de Vysočina, distrito de Třebíč.